# 가젤맨
《가젤맨》은 쾌걸 근육맨 2세에 등장하는 초인이다.

## 프로필
- 출신 : 탄자니아
- 신장 : 205cm
- 체중 : 136kg
- 초인강도 : 100만 파워

## 소개
전투시에는 뿔이 달린 장갑을 착용하여, 필살기는 몸을 크게 회전시켜 상대를 3등분 내는 사반나 히트. 성우는 마스타니 야스노리/정명준(투니버스), 김종엽(대원방송).

## 행적
헤라클레스 팩토리를 수석으로 졸업하지만, 늘 지기만 하는 초인. 해라클레스 팩토리를 수석으로 졸업한 것 때문에 잘난척이 심하며, 왕자병이기도 하다. 주로, 만타로, 테리 더 키드, 세이우친과 놀러 다니기에 급급하다. 하는 일은 주로 없고, 앉아서 잘난척 하거나, 응원하는 게 전부이다.